# Aphaenogaster mutica
Aphaenogaster mutica är en myrart som beskrevs av Theodore Pergande 1896. Aphaenogaster mutica ingår i släktet Aphaenogaster och familjen myror. Inga underarter finns listade i Catalogue of Life.

## Bildgalleri

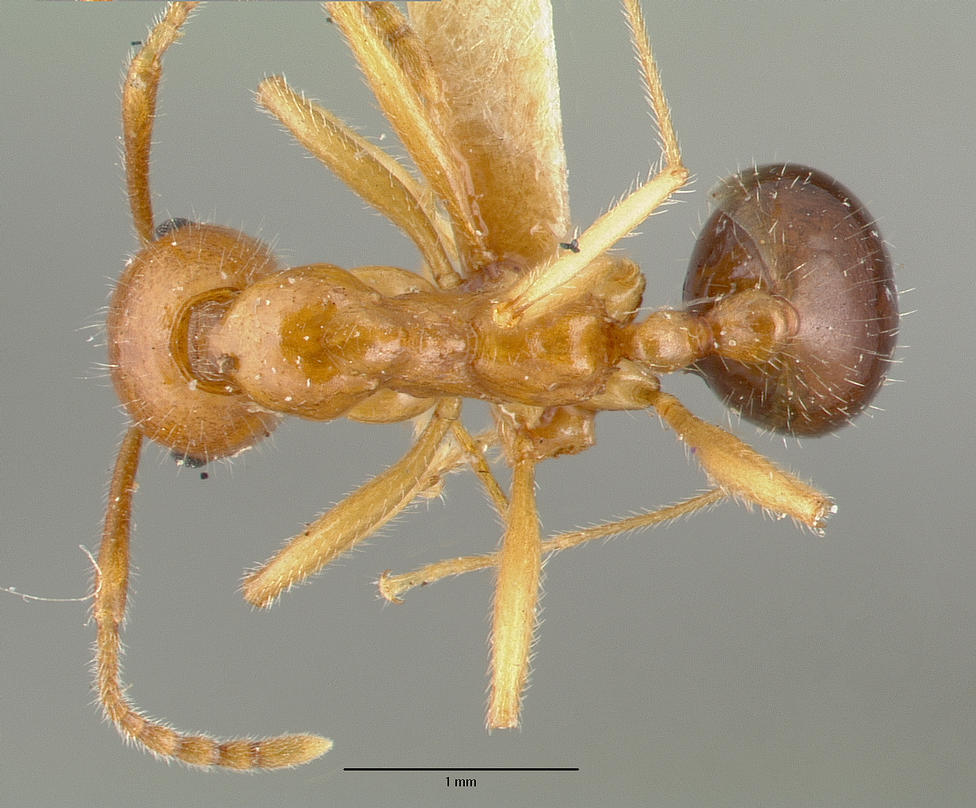
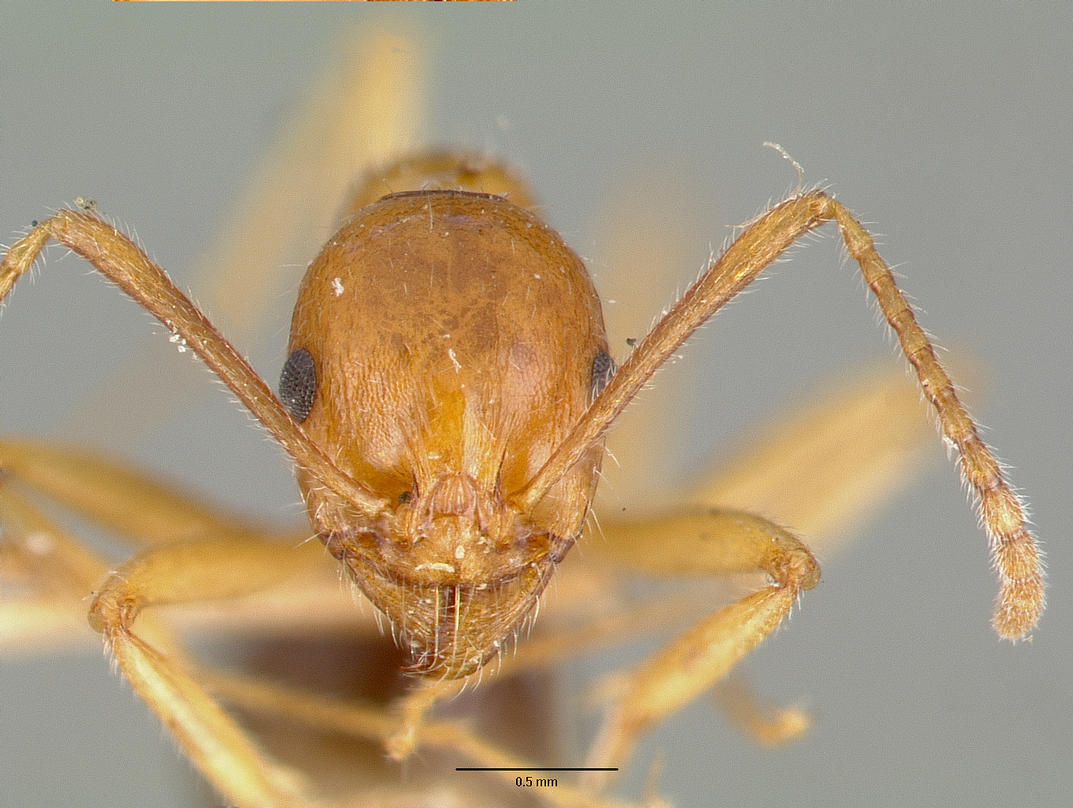
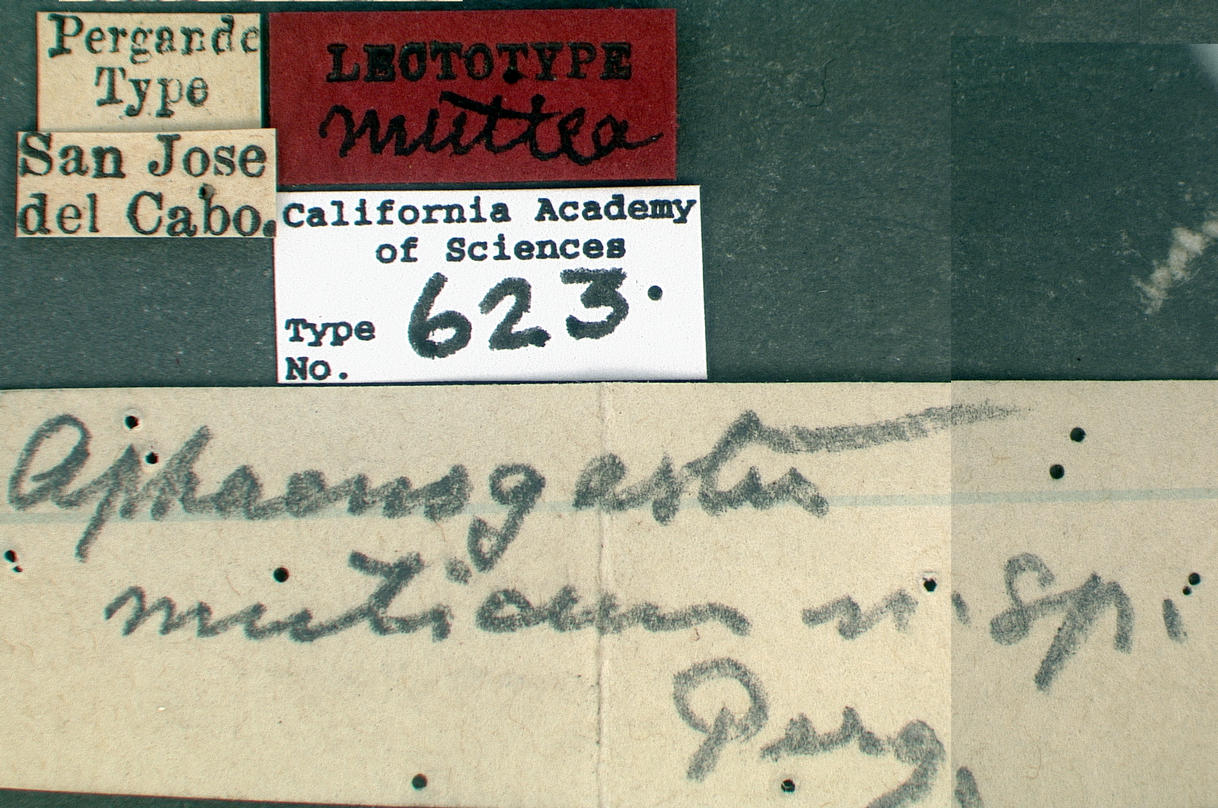
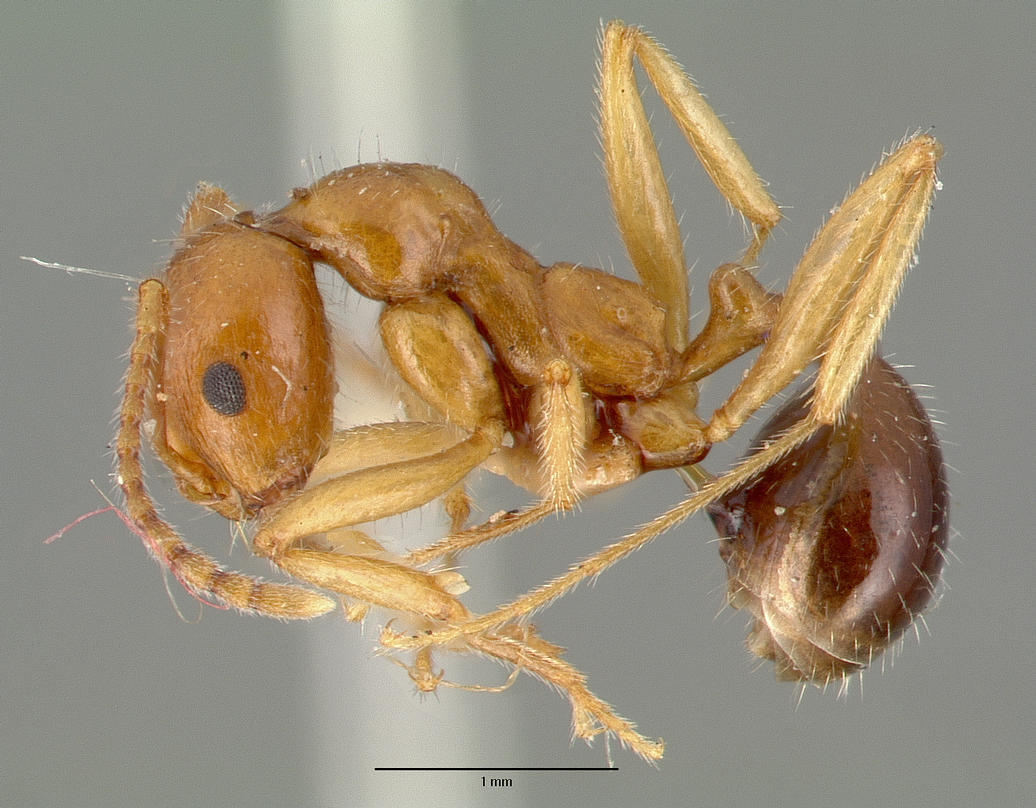